# Đường Tôn Đức Thắng, Thành phố Hồ Chí Minh
Đường Tôn Đức Thắng là một tuyến đường tại Quận 1, Thành phố Hồ Chí Minh.

## Vị trí
Đường này bắt đầu từ vàm rạch Bến Nghé (đầu cầu Khánh Hội ngày nay) giao với đường Võ Văn Kiệt (Bến Chương Dương cũ), đi dọc bờ tây sông Sài Gòn cắt qua các con đường Hàm Nghi, Nguyễn Huệ, Đồng Khởi, Công trường Mê Linh đến xưởng đóng tàu Ba Son cũ (nay là vị trí chân cầu Ba Son). Tại đây đường có một khúc cua sang trái rồi tiếp tục đi thẳng cắt qua các con đường Nguyễn Siêu, Nguyễn Hữu Cảnh – Lê Thánh Tôn, Lý Tự Trọng, Nguyễn Trung Ngạn, Nguyễn Du và kết thúc tại ngã tư giao với đường Lê Duẩn, đối diện với đường Đinh Tiên Hoàng.

## Lịch sử

Bản đồ Sài Gòn năm 1882. Lúc này thành Gia Định vẫn còn dấu tích

Đây là tuyến đường lớn và lâu đời tại Sài Gòn, hình thành từ thời nhà Nguyễn. Đến thời Pháp thuộc, con đường này gồm 3 đoạn mang tên khác nhau. Đoạn thứ nhất từ cầu Khánh Hội đến công trường Mê Linh năm 1865 mang tên Quai de Donnai, sau đổi là Quai Napoléon; năm 1870 đổi là Quai du Commerce; năm 1896 đổi là Quai Francis Garnier; ngày 26 tháng 4 năm 1920 đổi là Quai le Myre de Vilers. Đoạn thứ hai từ công trường Mê Linh đến giáp nhà máy Ba Son, lúc đầu mang tên Quai Primauguet; ngày 26 tháng 4 năm 1920 đổi là Quai d'Argonne. Đoạn còn lại từ bờ sông Sài Gòn đến đường Lê Duẩn vốn là con đường dẫn vào thành Gia Định (thành Phụng) xưa, vào ngày 17 tháng 2 năm 1859 người Pháp đã theo con đường này từ trại Thủy Quân lên đánh chiếm và hạ thành. Năm 1865 đoạn đường này được đặt tên là Boulevard de la Citadelle, đến năm 1901 lại đổi thành đại lộ Luro.
Năm 1955, chính quyền Việt Nam Cộng hòa nhập hai đường Le Myre Vilers và Argonne làm một và đổi tên là Bến Bạch Đằng, đổi đại lộ Luro thành đại lộ Cường Để. Năm 1975, chính quyền Cộng hòa Miền Nam Việt Nam nhập đại lộ Cường Để, đường Đinh Tiên Hoàng (Quận 1) và đường Lê Văn Duyệt (quận Bình Hòa) thành đường Đinh Tiên Hoàng. Năm 1980, Ủy ban nhân dân Thành phố Hồ Chí Minh nhập đường Bến Bạch Đằng với một đoạn đường Đinh Tiên Hoàng (từ xưởng Ba Son đến đường 30 tháng 4, tương ứng với phần lớn đại lộ Cường Để cũ) thành đường Tôn Đức Thắng như hiện nay.

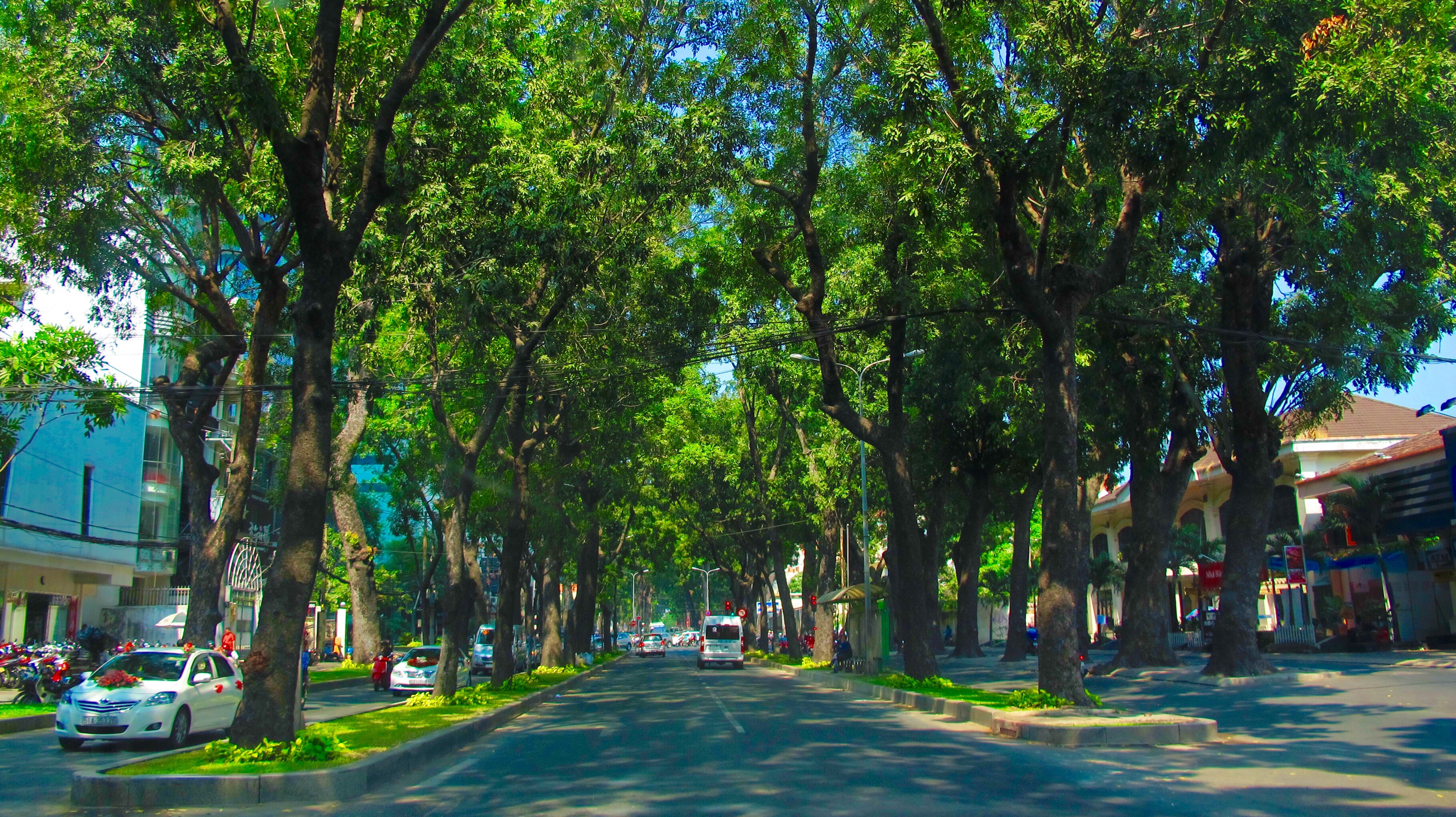
Hàng cây cổ thụ trăm tuổi trên đường Tôn Đức Thắng trước khi xây dựng cầu Ba Son

Đường Tôn Đức Thắng trước đây được nhiều người dân biết đến với 4 hàng cây xà cừ cổ thụ rợp bóng mát được người Pháp trồng cách đây hơn một thế kỷ. Tuy nhiên, vào năm 2017, để xây dựng cầu Thủ Thiêm 2 (nay là cầu Ba Son), thành phố đã cho đốn hạ, di dời hàng cây này.